# Anopheles whartoni
Anopheles whartoni är en tvåvingeart som beskrevs av Reid 1963. Anopheles whartoni ingår i släktet Anopheles och familjen stickmyggor. Inga underarter finns listade i Catalogue of Life.